# كارل بيترسن
كارل بيترسن (بالدنماركية: Carl Petersen)‏ هو سياسي دانمركي، ولد في 1 مايو 1894 في الدنمارك، وتوفي في 21 مايو 1984.